# 归语
归语，又称桂语，是南亚语系一种戈都语支语言，由中南半島的归族使用。
归语属于南亚语系戈都语支。在泰国依善地区有约30万人，在老挝沙拉湾省、沙湾拿吉省和塞公省有约6.4万人，在柬埔寨北部柏威夏省、上丁省和磅同省有约1.55万人。

## 名称
对各变体的不同称呼如下（Sidwell 2005:11）。
- Kui
- Kuy
- Kuay
- Koay
- Souei。“Souei”也用于其他族群，如柬埔寨比尔语支语言社区。
- Soai
- Yeu
- Nanhang
- Kouy. 法国有一本这种变体的教科书（谈谈归语 （页面存档备份，存于））。

## 方言
Van der haak & Woykos （1987-1988）识别出泰国东部素林府、四色菊府归语2个主要方言，Kuuy和Kuay。Van der haak & Woykos还识别出四色菊府下列“独立”方言。:109-142
- Kui Nhə：四色菊府治县（10个村）、派本县（5个村）、拉是沙莱县（4个村）。约8千人。
- Kui Nthaw（Kui M'ai）：拉是沙莱县（5个村）、乌统蓬披赛县（9个村）。所有村都与老挝语/依善语混居。
- Kui Preu Yai：库坎县Prue Yai。

Mann & Markowski （2005）报告了柬埔寨中北部归语下列方言。
- Ntua
- Ntra：包括Auk和Wa两种次方言
- Mla：柏威夏省君克汕县Krala Peas一个村内567名使用者。
- "Thmei"

归语一种变体称为Nyeu（ɲə），分布在四色菊府Ban Phon Kho、Ban Khamin、Ban Nonkat、Ban Phon Palat和Ban Prasat Nyeu。Ban Phon Kho的Nyeu使用者认为他们的祖先来自四色菊府拉是沙莱县Muang Khong。
武里南府归语分布在农吉县、巴坤猜县、郎拜玛县和农红县（Sa-ing Sangmeen 1992）。:14归语在农吉县分布在Yoei Prasat （เย้ยปราสาท）南部和Mueang Phai （เมืองไผ่）西部（Sa-ing Sangmeen 1992:16）。